# Марсело Гонсалвес Коста Лопес
Марсело Гонсалвес Коста Лопес (порт. Marcelo Gonçalves Costa Lopes, нар. 22 лютого 1966, Ріо-де-Жанейро), відомий як Гонсалвес — бразильський футболіст, що грав на позиції захисника.
Виступав, зокрема, за клуб «Ботафогу», а також національну збірну Бразилії.
Чемпіон Мексики. У складі збірної — володар Кубка Америки, володар Кубка Конфедерацій.

## Клубна кар'єра
У дорослому футболі дебютував 1987 року виступами за команду клубу «Фламенго», за яку зіграв лише у 1 матчі чемпіонату. 
Згодом з 1988 по 1995 рік грав у складі команд клубів «Санта-Круж», «Фламенго», «Ботафогу» та мексиканського «Естудіантес Текос».
Своєю грою за останню команду знову привернув увагу представників тренерського штабу клубу «Ботафогу», до складу якого повернувся 1995 року. Цього разу відіграв за команду з Ріо-де-Жанейро наступні три сезони своєї ігрової кар'єри. Більшість часу, проведеного у складі «Ботафогу», був основним гравцем захисту команди.
Протягом 1999 року захищав кольори команди клубу «Крузейру».
Завершив професійну ігрову кар'єру у клубі «Інтернасьйонал», за команду якого виступав протягом 1999 року.

## Виступи за збірну
У 1995 році дебютував в офіційних матчах у складі національної збірної Бразилії. Протягом кар'єри у національній команді, яка тривала 4 роки, провів у формі головної команди країни 24 матчі, забивши 1 гол.
У складі збірної був учасником розіграшу Кубка конфедерацій 1997 року у Саудівській Аравії, здобувши того року титул переможця турніру, розіграшу Кубка Америки 1997 року у Болівії, здобувши того року титул континентального чемпіона, чемпіонату світу 1998 року у Франції, де разом з командою здобув «срібло», а також розіграшу Золотого кубка КОНКАКАФ 1998 року у США, на якому команда здобула бронзові нагороди.

## Титули і досягнення
- Чемпіон Мексики (1):

«Естудіантес Текос»: 1994
- Володар Кубка Америки (1): 1997
- Володар Кубка конфедерацій (1): 1997
- Віце-чемпіон світу: 1998
- Бронзовий призер Золотого кубка КОНКАКАФ: 1998